# Тамадау Мик (Калараш)
Тамадау Мик (рум. Tămădău Mic) насеље је у Румунији у округу Калараш у општини Тамадау Маре. Oпштина се налази на надморској висини од 39 m.

## Становништво
Према подацима из 2002. године у насељу је живело 143 становника, од којих су сви румунске националности.